# Муфулира Уондерерс
«Муфулира Уондерерс» (англ. Mufulira Wanderers Football Club) — замбийский футбольный клуб из Муфулиры. Выступает во Втором дивизионе чемпионата Замбии. Домашние матчи проводит на стадионе «Шинде Стэйдиум», вмещающем 12 000 зрителей.

## История
«Муфулира Уондерерс» является одним из сильнейших и наиболее титулованных клубов Замбии за всю историю, уступая по количеству выигранных чемпионских титулов (9 раз) лишь клубу «Нкана» из Китве (11 титулов). Победы в чемпионате у команды распределились следующим образом - 5 чемпионских титулов в 60-х годах, 2 титула в 70-х годах и 2 чемпионских звания в 1995 и 1996 годах. Помимо девяти выигранных Чемпионатов Замбии на счету «Могучих» числятся девять побед в национальном Кубке и столько же побед в Кубке Вызова. Оба «кубковых» показателя - национальные рекорды. После 1996 года результаты у «Муфулира Уондерерс» пошли на спад, и сама команда медленно, но верно, регрессировала - в 2002 году клуб покинул элиту замбийского футбола, вернулся в неё в 2005 году, чтобы в этом же сезоне вновь опуститься во Второй дивизион чемпионата Замбии, где «Могучие» обитают и по сей день.

## Достижения
- Победитель Премьер-лиги — 9 (1963, 1965, 1966, 1967, 1969, 1976, 1978, 1995, 1996)
- Обладатель Кубка Замбии — 10 (1965, 1966, 1968, 1971, 1973, 1974, 1975, 1976, 1988, 1995)
- Обладатель Кубка Вызова — 9 (1967, 1968, 1969, 1978, 1984, 1986, 1994, 1996, 1997)